# Радисав Јанићијевић
Радисав Јанићијевић — Бомба (Бело Поље, код Горњег Милановца, 23. фебруар 1917 — Фоча, 9. септембар 1943) био је учесник Народноослободилачке борбе и народни херој Југославије.

## Биографија
Рођен је 23. фебруара 1917. у селу Бело Поље, код Горњег Милановца. Потицао је из сиромашне сељачке породице. Основну школу завршио је у родном селу, а шест разреда гимназије у Горњем Милановцу. Због лоших материјалног стања, напустио је гимназију и отишао у Подофицирску школу.
У Југословенској војсци имао је чин наредника. Након Априлског рата и капитулације Југословенске војске, априла 1941, избегао је заробљавање и вратио се у родно село. Ту се повезао са илегалном организацијом Комунистичке партије Југославије (КПЈ) и учествовао у прикупљању оружја. Почетком јула 1941. када је био формиран Чачански партизански одред „Др Драгиша Мишовић”, одлуком Среског комитета КПЈ за Чачак, постављен је за командира Таковске партизанске чете.
Била му је поверена једна од првих већих диверзија у таковском крају. Предводио је групу бораца Таковске партизанске чете која је 7. августа 1941. запалила војни сењак у кругу касарне у Горњем Милановцу, у којој су се налазили припадници немачког Вермахта. Приликом формирања Таковског батаљона Чачанског партизанског одреда, Радисав је био именован за командира Треће чете у овом батаљону.
Када су четници Драже Михаиловића, 8. новембра 1941, напали партизане у Горњем Милановцу и заробили око 300 партизана, Радисав је успео да са својом четом изврши пробој из блокаде и спасе борце своје чете заробљавања. Неколико дана касније учествовао је са својом летом у борбама против четника у селу Велереч, након чега су се поражени четници повукли према Равној гори. Почетком новембра 1941. тешко је рањен, након чега је боравио у партизанској болници у Чачку.
Након Прве непријатељске офанзиве, крајем новембра и почетком децембра 1941, заједно са још једним рањеником успео је да се пробије до Нове Вароши, где се повукла главнина партизанских снага. Ту је са Чачанским батаљоном, који је формиран од остатака Чачанског одреда, прешао је у Босну.
На дан формирања Друге пролетерске ударне бригаде, 1. марта 1942. у Чајничу, одређен је за заменика команданта Другог чачанског батаљона. У борбама које је водила Друга пролетерска бригада више пута је рањаван — приликом напада на четничко упориште Борике, марта 1942; приликом напада на Купрес, августа 1942. и др. Након оздрављења новембра 1942. постао је члан Штаба Друге пролетерске бригаде, где је руководио обавештајном службом ове јединице.
Погинуо је 9. септембра 1943. у сукобу са четницима у Фочи, где је по специјалном задатку боравио у једној кући, али је откривен и нападнут од четника.
Указом председника ФНР Југославије Јосипа Броза Тита 6. јула 1953. проглашен је за народног хероја.
Године 1972. испред основне школе у Горњем Милановцу, постављена је његова спомен-биста, рад вајара Живорада Максимовића. Биста је 2002. заједно са другим бистама народних хероја таковског краја пренета у Спомен-парк „Брдо мира”, али је касније украдена.